# Paul Borel (homme politique)
Pour les articles homonymes, voir Paul Borel et Borel.
Paul Borel, né le 11 juillet 1870 à Couvet et décédé le 24 septembre 1947 à Neuchâtel, est un agriculteur et homme politique suisse membre du Parti libéral suisse.

## Biographie
Paul Borel est né le 11 juillet 1870 à Couvet, dans le canton de Neuchâtel, en Suisse. Il est le fils de Louis-Albert Borel et de Marie-Élisabeth Pernod. Il effectue un stage dans une ferme en Allemagne, puis reprend un domaine agricole et viticole à Vaumarcus. Il est précurseur dans le domaine de la sélection des céréales. Il occupe différents postes importants dans les organisations professionnelles agricoles et siège notamment au comité directeur de l'Union suisse des paysans. Membre du Parti libéral, il est élu en 1911 au Grand Conseil du canton de Neuchâtel, où il siège pendant vingt ans. Il est également brièvement, de 1924 à 1925, député au Conseil national, la chambre basse du parlement suisse.